# Оловина
Оловѝна, ловина или аловина е средновековна българска напитка.
Приготвя се от ръж, лимец, царевица или смес от ръж и овес. Характерна е за района на Западна Стара планина и Средна гора до края на XIX век. Оловината е едно от питиетата, които се поднасят на трапезата на Бъдни вечер.

## Начин на приготвяне
Първоначално зърната се накисват във вода, за да набъбнат. Поставят се върху пръст, покриват се с листа от клен и се поливат често с хладка вода, докато пораснат. След като покълнат израстъците се изсушават на слънце, като се получава т.нар. слад. Той се смила или счуква. Заедно с вода се замесва гъсто тесто, което се поставя в каца. За да не залепне, в кацата се слагат пръчки или тръни. Върху тестото се поставят горещи камъни и се налива гореща вода, като по този начин кашата започва силно да кипи. След това се изцежда гъст сладък жълт сок, който се нарича оловина. При оставянето ѝ дълго време на открито, се вкисва и се получава оцет.